# ラバーズ7
『ラバーズ7』（ラバーズセブン）は、犬上すくねのラブコメ漫画。『月刊サンデーGENE-X』に2002年から2007年まで連載された。単行本は全7巻。（いずれも小学館）作者公認の略称は「ごむなな」。
正式タイトルには「伊勢佐木真剣卓球師外伝」（いせざきしんけんたっきゅうしがいでん。「卓球」に傍点）というサブタイトルがある。当初、掲載誌の目次に書かれた題名は『ラバーズ7 〜伊勢佐木真剣卓球師外伝〜』だったが、第3話から『〜伊勢佐木真剣卓球師外伝〜 ラバーズ7』になった。単行本では『伊勢佐木真剣卓球師外伝 ラバーズ7』である。また、単行本の奥付にはサブタイトルがない。

## 概要
横浜・伊勢佐木町にある雑居ビル「東ノ本ビル」。1階がコンビニエンスストア「ラバーズ7・伊勢佐木町店」、2階がカラオケボックス、3階が卓球場の何の変哲もないビルだが、元は暴力団「東ノ本組」事務所があった場所であり、オーナーの東ノ本宗則は、（事実上看板だけになったとはいえ）東ノ本組組長である。ここでは、元卓球部員であった宗則の趣味により、全てのトラブルは卓球勝負で決着をつける、というルールが実施されている。
ある日、万引きをした（実は濡れ衣）女子高校生 添野なつきとバイトの男子高校生 森岡ひろみに例によって卓球勝負をさせた宗則は、なつきが高校時代の思い人の娘であることを確信し、バイトに来るよう勧める。
名前とは逆に人に「なつかない」女子高校生を巡り、平凡な男子高校生と、案外純情な三十路男の暴力団組長との奇妙な三角関係が始まる。

## 登場人物
添野なつき（そえの なつき）
主人公。高校1年生。身長145cmのちびっ子。
母親のことを「男性関係にだらしない人」と感じて嫌悪しており、母の姓の「小林」も母の再婚相手の姓の「添野」も拒否して一人暮らしをしている。
他人に対して頑なな態度だったが、ラバーズ7でバイトするようになってから次第に心を開くようになる。
森岡ひろみ（もりおか ひろみ）
高校2年生。身長165cm。
なつきと同じ高校に通う男子高校生。宗則に弱みを握られ、無理矢理ラバーズ7でバイトさせられている。物語が進むうちになつきに惹かれていく。
宗則との勝負で鍛えられ、無自覚のうちに卓球の実力が相当なものになっていたため、卓球部に勧誘される。宗則に卓球で勝つことが彼の最終目標でもある。
巻末のおまけでは主人公は俺だと言い張っている。
東ノ本宗則（とうのもと むねのり）
32歳。事実上解散状態の暴力団東ノ本組の組長。東ノ本ビルにあるコンビニ・カラオケボックス・卓球場の経営者であり、「オーナー」と呼ばせている。
高校時代、たまきに片思いしていた。なつきに恋愛感情を抱いている自分に戸惑い気味。
実は、ひろみやなつきの高校のOB で、元卓球部員。卓球の腕前も作中トップでこの順位は最後まで変動することが無かった。
スー / 須賀淳也（すが じゅんや）
性自認が女性で、性指向が男性であるトランスジェンダー。
パブ（ゲイバー）・ヨコハマムーンの売れっ子ホステス。外見は完全に美女（整形はしていない）で、周りの人は、女性として接している。
呼ばれ方は「スー」「スーちゃん」「スーさん」。
宗則に惚れている。高校生の時は宗則と同じ卓球部員で親友だった。
東ノ本しえ（とうのもと しえ）
33歳。宗則の姉。東ノ本ビルの所有者である東ノ本不動産の社長。
弟を奴隷にするタイプの姉。宗則の恋心をからかいの種にする。
高校生の時、たまきに恋人を取られた。
小林たまき（こばやし たまき） / 添野たまき（そえの たまき）
なつきの母。高校時代、しえとは同級生、宗則やスーとは同じ卓球部員だった。
高校生当時は、自分も相手も好き同士なら何人と付き合っていても良いと悪気なく思っており、周囲の反感を買ったあげく、教師との関係が発覚して転校した。なつきには男癖の悪さを心底軽蔑されている。
岩永まみ子（いわなが まみこ）
なつきやひろみが通う高校の女子卓球部長。
なつきとは正反対で、他人に対して屈託がなさ過ぎる。
ひろみを卓球部から奪い返したことから宗則に嫌悪感を抱いていたが、部のOBでしかも元エースと知り逆に尊敬するようになる（試合でもひろみより宗則を贔屓目に見る）。
室中愛子（むろなか あいこ）
なつきやひろみが通う高校の1年生。片思いの相手である先輩のために、わざと万引きをし、なつきに卓球勝負で勝って彼とデートしてくれるよう頼もうと目論む。しかし結局負けたので、カラオケボックスでバイトすることになる。
店長
ラバーズ7の店長。スマイル顔。
本名不明。妻も「店長さん」としか呼ばないせいか、他の人間はみな本名を忘れている。
上田（うえだ）
先代からの組員で、東ノ本組若頭。カラオケ店店長。60歳。宗則の将来を案ずる。
ヤス
東ノ本組組員。カラオケ店とラバーズ7の店員を掛け持ち。
本名・赤丹枝靖彦（あかにし やすひこ）。

## その他
- 題名の「ラバーズ」は、「Lovers」（恋人たち）ではなく「Rubbers」であり、卓球ラケットの表面に貼るゴムの意味。略称の「ごむなな」はこれに由来する。
- なつきの苗字は、出生から両親の離婚までは実父のもので、離婚後は母たまきの旧姓の「小林」。高校に入学した後にたまきが再婚したことに伴い再婚相手の「添野」に変わった。しかし、再婚相手との養子縁組にしろ母の氏に合わせての氏の変更にしろ、制度的には、すでに15歳になっているなつき本人の意思によるので、なつきが拒否すれば小林→添野の変更はなかったはずである。作者は、そのことを連載初期にファンサイトの掲示板で指摘されるまで知らなかった。
- スーの同僚ホステスがランとミキなのは、3人揃って「キャンディーズ」というしゃれである。
- 他の犬上作品と同様、本作の各話のサブタイトルも、映画・楽曲・漫画・テレビ番組などの題名をもじったものが使われている。
- 単行本本体の表表紙・裏表紙（表1・表4）には、作者によるおまけのイラスト集や漫画が掲載されている。

このページはプロジェクト:漫画のテンプレートを使用しています。